# Basement Jaxx
A Basement Jaxx angol elektronikus zenei duó. Két tag alkotja: Felix Buxton és Simon Ratcliffe. 1994-ben alakultak meg Londonban. Nevüket arról a klubról kapták, ahol rendszeresen játszottak. 
Karrierjük alatt 7 nagylemezt dobtak piacra. Több díjat is nyertek dalaik miatt. A Red Alert című számuk a Nickelodeon és a Coca-Cola reklámjainak aláfestő zenéjeként is szolgált.
A Remedy című albumuk bekerült az 1001 lemez, amelyet hallanod kell, mielőtt meghalsz című könyvbe.

## Diszkográfia
- Remedy (1999)
- Rooty (2001)
- Kish Kash (2003)
- Crazy Itch Radio (2006)
- Scars (2009)
- Zephyr (2009)
- Junto (2014)